# Departamento de Mayor Luis J. Fontana
Departamento de Mayor Luis J. Fontana är en kommun i Argentina.   Den ligger i provinsen Chaco, i den norra delen av landet, 800 km norr om huvudstaden Buenos Aires.
Omgivningarna runt Departamento de Mayor Luis J. Fontana är huvudsakligen savann. Runt Departamento de Mayor Luis J. Fontana är det glesbefolkat, med 15 invånare per kvadratkilometer.